# HD42659
HD42659 — хімічно пекулярна зоря спектрального класу A3, що має видиму зоряну величину в смузі V приблизно  6,7.
Вона  розташована на відстані близько 443,1 світлових років від Сонця.

## Пекулярний хімічний вміст
Зоряна атмосфера HD42659 має підвищений вміст 
Cr
.